# Niedersachsen-Stürmer

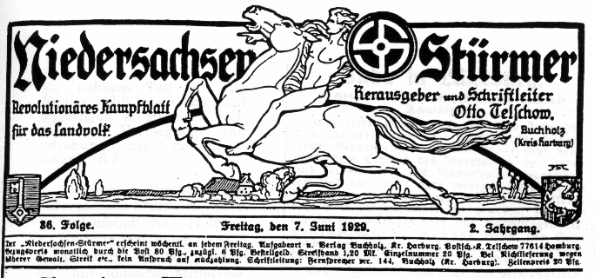
Niedersachsen-Stürmer vom 7. Juni 1929

Der Niedersachsen-Stürmer mit dem Untertitel Revolutionäres Kampfblatt für das Landvolk war von 1928 bis 1931 eine Wochenzeitung der NSDAP, die jeweils freitags erschien.
Otto Telschow gründete die Zeitung und war ihr Schriftleiter.